# 레오나도 치미노

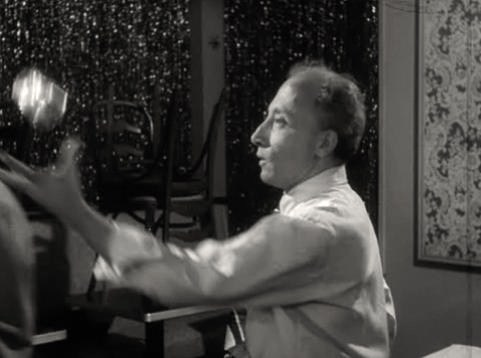

레오나도 치미노(Leonardo Cimino, 1917년 11월 4일 ~ 2012년 3월 3일)는 미국의 텔레비전 배우, 영화배우, 연극 배우이다.
맨해튼에서 태어났으며 우드스톡에서 사망하였다. 사인은 심혈관계 질환이다.

## 영화
- 악마가 너의 죽음을 알기 전에 (2007년) - 윌리엄 역
- 메이드 (2001년)
- 워터월드 (1995년)
- 하우스홀드 세인트 (1993년)
- 하우스게스트 (1992년)
- 허드슨 호크 (1991년)
- 법과 질서 (1990년)
- 사랑과 슬픔의 맨하탄 (1990년)
- 광란의 마술사 (1989년)
- 세븐 싸인 (1989년)
- 악마 군단 (1987년)
- 문스트럭 (1987년) - 펠릭스 역
- 사구 (1984년)
- 브이 - 5부작 미니시리즈 (1983년) - 에이브라햄 번스타인 역
- 사랑은 저 멀리 (1980년)
- 스타더스트 메모리스 (1980년)
- 맨 인 더 글래스 부스 (1975년)
- 코작 (1973년)
- 영 사베지스 (1961년)